# Хорас и Пит
Хорас и Пит (англ. Horace and Pete) — американский трагикомедийный веб-сериал, снятый под руководством Луи Си Кеем в 2016 году. В сериале рассказывается история бара, которым на протяжении 100 лет владеют поколения братьев (иногда кузенов) Хорасов и Питов.
В июне 2016 Луи Си Кей заявил, что сериал, возможно, будет продлён на второй сезон.

## Съемки
Сам Луи утверждает, что при написании сценария он был вдохновлён шоу Майка Ли 1977 года «Party Abigail’s».
Идея заключалась в том, что «Хорас и Пит» должна быть комедией без аудитории и закадрового смеха, многокамерной, но снятой с одного ракурса сцены (то есть с одного угла). Основное внимание, как и в «Эбигейл», сосредоточено на семье.
Съемки проходили в нью-йоркской студии под названием NEP Penn Studios, которая находится в отеле «Пенсильвания», напротив Мэдисон-Сквер-Гарден .

## Музыка
Песня была написана и исполнена Полом Саймоном. Луи попросил Саймона прислать песню по электронной почте, прежде чем тот прочитает все 10 сценариев. Песня впоследствии была включена в роскошное издание альбома Simon’s 2016, Stranger to Stranger .

## Распространение
30 января 2016 года посетители официального сайта Луиса получили письмо, в котором им предлагалось заплатить 5$ и получить доступ к первой серии нового сериала «Хорас и Пит» (Луи Си Кей хотел сделать этот сериал для небольшой аудитории и поэтому не рекламировал его).

## Сюжет
В сериале повествуется о Нью-Йоркском баре, которым на протяжении 100 лет владеют братья Хорас и Пит. Бар крайне атмосферный и старомодный: в нём не подают смешанных напитков, а ценообразование меняется с каждым днём, как и зарплата работников. С самого основания бара братья разбавляют весь алкоголь водой. Хотя основное повествование сосредоточено на взаимоотношениях членов семьи Хораса и Пита, есть и отдельные сцены, происходящие за барной стойкой и никак не влияющие на сюжет. Длительность серий варьируется от 30 до 67 минут. У каждого персонажа есть своя сюжетная линия и своё место в этом пабе. Луис создал крайне мрачный и трагичный мир безнадёжности в этом «веб-театре».

## В ролях

### Основной состав
- Луи Си Кей — Хорас Уителл VIII(в 10 эпизоде также Хорас VII), владелец бара, брат Сильвии и кузен Пита VIII;
- Стив Бушеми — Пит Уителл VIII(в 10 эпизоде также Пит VII), работник бара, позже совладелец, кузен Хораса VIII, страдает психическим заболеванием;
- Эди Фалько — Сильвия Уителл(в 10 эпизоде также мать Хораса VIII, Сильвии и мачеха Пита VIII), сестра Хораса VIII, на протяжении сериала перенесла рак и стала совладелицей бара;
- Стивен Райт — Леон, постоялец бара, в завязке, пьёт яблочный сок вместо алкоголя, приходит со своей салфеткой;
- Курт Мецгер — Курт, постоялец бара, постоянно обсуждает свежие новости и спорит с посетителями бара, принимает ЛСД;
- Алан Алда — дядя Пит, он же Пит VII, кузен Хораса VII, владелец бара до смерти Хораса Уителла VII, бармен до самоубийства;
- Джессика Лэнг — Марша, последняя любовь Хораса VII, после самоубийства Пита VII покинула бар.

### Приглашенные актеры
- Лори Меткаф — Сара Уиттел, жена Хораса VIII, мать Хораса IX и мачеха Элис;
- Эйди Брайант — Элис Уиттел, дочь Хораса VIII и сестры Сары, падчерица Сары, учится на адвоката, побывала в Афганистане;
- Мария Диззия — Триша, подруга Пита VIII, была с ним в психлечебнице, страдает синдромом Туретта;
- Карен Питман — Ронда, клиентка бара, подружка Хораса VIII;
- Рег Э. Кэти — Гарольд, парень Сильвии;
- Нина Ариандо — Мэгги, бывшая официантка в баре, вдова пилота, подруга Хораса VIII;
- Мумс Да Шемер — Рикардо, школьный друг Пита VIII, офицер полиции;
- Ник де Паоло — Ник, частый клиент бара, 49-летний помощник окружного прокурора;
- Том Нунен — Том, частый клиент бара, в прошлом актёр;
- Грир Барнс — Карл, клиент бара;
- Берт Янг — Хорас VI, отец Хораса VII, дядя Пита VII;
- Ангус Джонс — Хорас IX, сын Хораса VIII и Сары, не общается с отцом;
- Нолан Лайонс — Пит VIII в детстве
- София Хьюблиц — Сильвия в детстве
- Лиза Трейгер — Мелисса;
- Дов Давидофф — Дом;
- Хэнс Тигпен — Рич;
- Колин Куинн — Джимми;
- Марк Норманд — Марк;
- Майкл Сирил Крейтон — костюмер;
- Ханна Данн — Дженни;
- Джон Шэриан — Джерольд.

## Награды
- 2016 — две номинации на премию «Эмми» в категориях «Лучшая приглашенная актриса в драматическом сериале» (Лори Меткалф) и «Лучший монтаж в комедийном сериале» (Джина Сенсом)[9].
- 2016 — номинация на премию «Готэм» за прорывной сериал — длинная форма.
- 2017 — Премия Пибоди[10].
- 2017 — премия Webby Awards за лучшую мужскую роль (Стив Бушеми).